# Ryohei Michibuchi
Ryohei Michibuchi (道渕 諒平 Michibuchi Ryohei?), född 16 juni 1994 i Miyagi prefektur, är en japansk fotbollsspelare.
Michibuchi började sin karriär 2017 i Ventforet Kofu. Han spelade 31 ligamatcher för klubben. 2019 flyttade han till Vegalta Sendai.